# Epitola zelza
Epitola zelza är en fjärilsart som beskrevs av William Chapman Hewitson 1873. Epitola zelza ingår i släktet Epitola och familjen juvelvingar. Inga underarter finns listade i Catalogue of Life.